# ساتراندروی
ساتراندروی (انگلیسی: Satrandroy) یک منطقهٔ مسکونی در ماداگاسکار است که در توآماسینا دوم واقع شده‌است.